# Alpha Scuti
Alpha Scuti is de op drie na helderste ster in het sterrenbeeld Schild met een magnitude van 3.85. De ster is waarneembaar vanuit de Benelux en kan als gidsster fungeren om de gordel van geostationaire satellieten op te sporen. Alpha Scuti bevindt zich, voor waarnemers in de Benelux, samen met Epsilon Scuti 1 graad ten zuiden van deze gordel.

## NGC 6664
Net ten oosten van Alpha Scuti is de open sterrenhoop NGC 6664 te vinden. Amateurastronomen kunnen Alpha Scuti aanwenden als gidsster om deze open sterrenhoop op te sporen.